# 케메코 딜럭스!
《케메코 딜럭스!》는 이와사키 마사카즈 작품의 일본의 만화 작품이다.
2005년 12월 호 부터《월간 전격 코믹 가오!》(미디어 웍스)를 통해 연재되다가《월간 전격 코믹 가오!》휴간 이후《월간 코믹 전격대왕》으로 이동해 현재 연재중. 2008년 10월부터 12월까지 텔레비전 애니메이션이 방영되었다. 《월간 코믹 전격대왕》2011년 8월 호에 최종회가 게재되면서 완결되었다.

## 줄거리
꿈을 잘 꾸는 고교생 고바야시 산페타는 10년 전 자기와 결혼을 약속했던 소녀를 생각해 내고 있었다. 어느 날 아침, 눈앞에 케메코라는 소녀가 웨딩 드레스 차림으로 돌연 "내가 너의 신부다"라고 말하면서 결혼을 강요한다.

## 단행본(일본 기준)
- 『케메코 딜럭스! (1)』（2006년6월27일발매、ISBN 978-4-8402-3502-0）
- 『케메코 딜럭스! (2)』（2007년1월27일발매、ISBN 978-4-8402-3749-9）
- 『케메코 딜럭스! (3)』（2007년8월27일발매、ISBN 978-4-8402-4008-6）
- 『케메코 딜럭스! (4)』（2008년4월26일발매、ISBN 978-4-04-867046-3）
- 『케메코 딜럭스! (5)』（2008년10월25일발매、ISBN 978-4-04-867388-4）
- 『케메코 딜럭스! (6)』（2009년6월27일발매、ISBN 978-4-04-867865-0）
- 『케메코 딜럭스! (7)』（2010년2월26일발매、ISBN 978-4-04-868427-9）
- 『케메코 딜럭스! (8)』（2010년9월27일발매、ISBN 978-4-04-868915-1）
- 『케메코 딜럭스! (9)』（2011년8월27일발매、ISBN 978-4-04-870827-2)